# Cvadriceps
Mușchiul cvadriceps este situat pe partea anterioară a coapsei îndeplinind funcțiile de extensie a genunchiului și de flexie a coapsei. Este alcătuit din patru segmente distincte - dreptul femural, vastul lateral, vastul medial și vastul intermediar. În partea superioară se atașează de osul coxal si de osul femur iar în partea inferioară se conectează de rotula genunchiului cu ajutorul tendonului cvadriceps.